# Sigma Corporation
Tập đoàn Sigma (株式会社シグマ Kabushiki-gaisha Shiguma), là một công ty Nhật Bản sản xuất máy ảnh, ống kính, đèn flash  và phụ kiện chụp ảnh khác. Tất cả các sản phẩm Sigma được sản xuất tại nhà máy riêng của công ty Aizu ở Bandai, Fukushima, Nhật Bản. Mặc dù Sigma sản xuất một số mô hình máy ảnh, công ty được biết đến với sản xuất ống kính chất lượng cao và các phụ kiện khác tương thích với các máy ảnh được các công ty khác sản xuất.
Công ty được thành lập vào năm 1961 bởi Yamaki Michihiro, CEO của Sigma cho đến khi ông qua đời ở tuổi 78 vào năm 2012. Sigma cũng hợp tác với Canon, Nikon, Pentax, Sony, Olympus và Panasonic.
Sigma cũng từng bán sản phẩm dưới tên Quantaray và được bán độc quyền bởi Ritz các dòng máy chủ yếu máy ảnh SLR, các SD9, SD10, SD14 và SD15 và dòng máy mới nhất SD1 không bình thường khi sử dụng các cảm biến hình ảnh Foveon X3. Tất cả dòng máy khác sử dụng ống kính gắn kết SA. Sigma DP1 và DP2, máy ảnh cao cấp compact P & S, cũng sử dụng cảm biến Foveon X3.